# San Ildefonso (1785)
El San Ildefonso fue un navío de línea de tercera clase, de 74 cañones construido en Cartagena, bajo un diseño de José Joaquín Romero y Fernández de Landa. El buque perteneció a la Armada Española entre la fecha de su botadura en 1785 hasta que fue capturado por los británicos en 1805. Su epónimo hace referencia al paraje del Real Sitio de San Ildefonso, lugar habitual de residencia veraniega del monarca de España durante los siglos xviii y xix.

## Construcción
La construcción del San Ildefonso fue de suma importancia para la marina española de la época, ya que a partir de su diseño se derivaron una serie de siete navíos de línea conocidos como los Ildefonsinos. Este diseño fue hecho de acuerdo con los planos de Romero Landa en 1784.
La serie de los San Ildefonsinos está compuesta por los siguientes ocho navíos: San Ildefonso, el primero y el que da nombre a la serie, San Telmo, San Francisco de Paula, Europa, Intrépido, Infante don Pelayo, Conquistador y Monarca.
Construido en Cartagena y botado finalmente el 22 de enero de 1785, víspera de San Ildefonso. En sus primeros tiempos fue sometido a una serie de pruebas en compañía del navío San Juan Nepomuceno, donde se verificó que el San Ildefonso era una nave superior a las de su clase en maniobrabilidad y velocidad.
El San Ildefonso desplazaba 1600 t; sus medidas era 53 m de eslora, 14 m de manga y 7 de puntal, y su precio de construcción fue de 3 311 000 reales. Su dotación habitual rondaba los 505 hombres.

## Historia
- 1785: Tras su construcción, fue integrado en la escuadra de José de Mazarredo, luchando en la campaña naval de Argel hasta la firma de la paz.
- 15 de julio de 1788. Se concluye el forrado de cobre de su carena en el Arsenal de La Carraca.[6]
- 1790: Pasa a formar parte de la escuadra del Marqués del Socorro.
- 1793: Siendo su comandante Domingo de Nava, participa en una expedición contra Cerdeña. En agosto, durante la ocupación de Tolón, el San Ildefonso fue el buque insignia del jefe de escuadra Federico Gravina y Nápoli. Además, con la sola ayuda del navío San Joaquín, bloqueó toda comunicación marítima de Marsella, pues España se encontraba en guerra con Francia.
- 1794: Bajo el mando del brigadier Antonio de Escaño, lleva 500 refugiados toloneses hasta Italia.
- 1795: Integrado un tiempo en la escuadra oceánica, hace un viaje hasta Inglaterra transportando al marqués de Tilly y trayendo a la vuelta 19 millones de reales para el ejército de Cataluña y el departamento de Cartagena. Tras esto vuelve al Mediterráneo.
- 1797: Participa en la Batalla del Cabo de San Vicente, derrota española tras la cual su comandante, el capitán de navío Rafael Maestre, fue suspendido de servicio durante tres años.
- 1799: Después de un viaje por la América española, regresa a España trayendo a bordo 7 millones de duros. En este viaje destaca como pasajero Simón Bolívar, entonces con 16 años, a quien su familia enviaba a España a cursar estudios militares.[7]
- 1800: Realiza diversas misiones de hostigamiento de navíos británicos que merodeaban las colonias españolas cerca de La Habana.[8]

### Trafalgar
El 21 de octubre de 1805 participa junto con la escuadra combinada francoespañola en la Batalla de Trafalgar. Su capitán era por entonces José Ramón de Vargas y Varáez. Como uno de los navíos más veloces y ágiles de la escuadra, formaba parte del grupo de exploración. Durante la batalla sufrió a bordo 34 muertos y 126 heridos Fue capturado por los ingleses ese mismo día y reutilizado por la Royal Navy bajo el nombre de HMS Ildefonso. La bandera de combate española izada por el San Ildefonso en dicha batalla está actualmente expuesta en el National Maritime Museum de Londres.

## Captura y servicio en el Reino Unido
El San Ildefonso y su comandante, el brigadier José de Vargas, fueron capturados por el HMS Defence, navío de línea de tercera categoría. La defensa estaba en la retaguardia de la línea británica y por eso se unió a la batalla más tarde que la mayoría de los otros barcos, pero ya había desarbolado el barco francés Berwick de 74 cañones antes de enfrentarse al San Ildefonso. El buque español ya había resultado dañado en la acción y tras un encarnizado combate que duró menos de una hora se rindió a la flota británica, habiendo sufrido bajas de marinería y tropa que ascendieron a 34 muertos y 126 heridos. El San Ildefonso fue remolcado con éxito por los británicos hasta Gibraltar, sobreviviendo a la tormenta que siguió a la batalla. Fue puesta al servicio británico como HMS Ildefonso. El HMS Ildefonso estuvo fuera del servicio activo en Portsmouth hasta el 3 de abril de 1806, cuando fue puesto bajo el mando del recién ascendido capitán John Quilliam, un veterano de Trafalgar, El barco se mantuvo activo hasta el 19 de junio y el 22 de julio de 1808 reingresó a la actividad bajo el mando del capitán Edward Harvey, quien retuvo el mando hasta julio de 1814. Fue dado de baja ese mismo año y reducido a almacén flotante de avituallamiento en Portsmouth y más tarde, en Spithead. Al ser la nave obsoleta y no volver a utilizarse después de la conclusión de las Guerras Napoleónicas, fue desguazada en julio de 1816.

## Legado delSan Ildefonso
La bandera de combate de 145 m² (1561 ft²) que el San Ildefonso enarboló en la Batalla de Trafalgar fue colgada en la Catedral de San Pablo en el funeral del almirante Nelson el 9 de enero de 1806. La bandera, dañada durante la batalla, fue reubicada en el Museo Marítimo Nacional de Greenwich procedente de la catedral, en 1907.Un lienzo Augusto Ferrer-Dalmau realiza una recreación histórica sobre de los trabajos en el astillero durante su construcción. El cuadro Preparación de la botadura del navío San Ildefonso. 1785, que estaba expuesto en el Museo Naval de la Armada en Madrid pasó integrar, desde marzo de 2024, los fondos del Museo Naval de Cartagena, donde formará parte de la exposición permanente.

El pabellón del San Ildefonso, colgado en la Catedral de San Pablo, durante el funeral del almirante Nelson
En 1962 la enseña fue colocada sobre la balaustrada de la Casa de la Reina en Greenwich para ser fotografiado
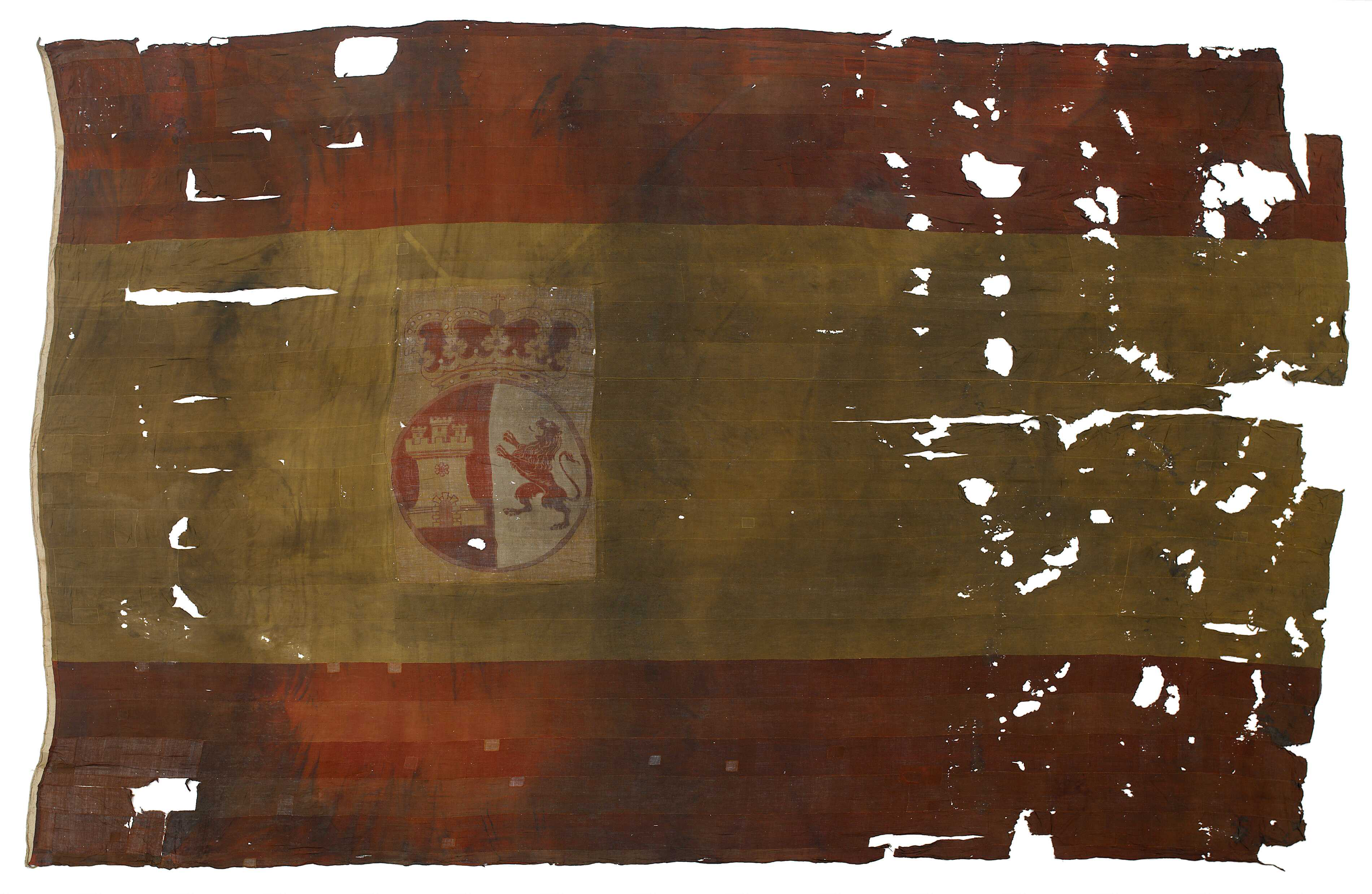
Estado actual en el Museo Marítimo Nacional de Greenwich